# Iryna Venediktova
Iryna Valentynivna Venediktova (tiếng Ukraina: Іринa Валентинівна Венедіктова) là một chính trị gia người Ukraina và cũng là một luật sư, giáo sư, tiến sĩ luật. Ngày 17 tháng 3 năm 2020, Venediktova được bổ nhiệm làm Tổng công tố viên. Bà là nữ công tố viên đầu tiên trong lịch sử Ukraina giữ chức vụ Chủ tịch Văn phòng Tổng công tố. Bà giữ các trọng trách Thứ trưởng Nhân dân Ukraina từ đảng chính trị "Người phục vụ nhân dân" của cuộc triệu tập lần thứ chín (từ ngày 29 tháng 8 năm 2019 đến ngày 14 tháng 1 năm 2020), Chủ tịch Ủy ban Verkhovna Rada về Chính sách Pháp luật (từ ngày 29 tháng 8 năm 2019 đến ngày 27 tháng 12 năm 2019) và Quyền Cục trưởng Cục Điều tra Nhà nước (từ ngày 27 tháng 12 năm 2019 đến ngày 17 tháng 3 năm 2020).